# George Macartney, 1. Earl Macartney

George Macartney, Lord Macartney, 1793

George Macartney, 1. Earl Macartney (* 14. Mai 1737 in Lissanoure, County Antrim; † 31. Mai 1806 in Chiswick, Middlesex) war ein britischer Staatsmann, Kolonialbeamter und Diplomat irischer Herkunft.

## Leben
Aus alter schottischer Familie stammend, wurde er 1737 im irischen Lissanoure geboren. Nach dem Besuch des Trinity College, Dublin, und der Temple School, London, begann er seine berufliche Laufbahn mit seiner Ernennung zum Sondergesandten in Russland 1764, wo er mit Zarin Katharina II. ein Bündnis zwischen beiden Staaten aushandelte. Allerdings wurde er laut Casanova auf Einwirken der Zarin abberufen, nachdem sich herausgestellt hatte, dass er mit einer Hofdame ein Kind hatte. 1764 wurde er zum Knight Bachelor und 1772 zum Knight Companion des Order of the Bath geschlagen.
1776 wurde er als Baron Macartney in die Peerage of Ireland aufgenommen und wurde Mitglied des irischen House of Lords. Er wurde 1775 Gouverneur von Grenada und amtierte von 1781 bis 1785 als Gouverneur von Madras. Die Ernennung zum Generalgouverneur von Indien lehnte er ab und kehrte stattdessen 1786 ins Vereinigte Königreich zurück. Bei einem Duell mit Major-General James Stuart († 1793), den ehemaligen Oberbefehlshaber der Madras Army, dessen Entlassung er 1783 bewirkt hatte, am 8. Juni 1786 im Hyde Park wurde Macartney schwer verwundet.
1792 wurde er in der Peerage of Ireland zum Viscount Macartney erhoben und zum Leiter der nach ihm benannten Macartney-Mission bestellt, die die Aufnahme gleichberechtigter Handelsbeziehungen mit China vorbereiten sollte, von Kaiser Qianlong aber brüsk abgewiesen wurde, weil Macartney bei ihrer Begegnung die von ausländischen Diplomaten erwartete tiefe Verneigung, den Kotau, verweigert hatte. Der Kaiser bezeichnete darauf das Anliegen der Briten, Handelskonzessionen zu erlangen, als gefährlich und als nutzlos für China. In einer Begründung gab Qianlong an, dass China „über alle nötigen Reichtümer selbst verfügt“.
Nach seiner Rückkehr von einer geheimen Mission nach Italien wurde er 1794 in der Peerage of Ireland zum Earl Macartney erhoben und 1795 als Baron Macartney in die Peerage of Great Britain aufgenommen, womit ein Sitz im britischen House of Lords verbunden war. Zwei Jahre später wurde er zum Gouverneur der neu erworbenen Kapkolonie ernannt. Bereits im Jahr darauf zwangen ihn gesundheitliche Probleme zum Rücktritt.
Er war seit 1768 mit Lady Jane Stuart, Tochter des John Stuart, 3. Earl of Bute, verheiratet. Die Ehe blieb kinderlos. Lord Macartney starb 1806; seine Titel sind mit ihm erloschen.